# ゲッツ・フォン・ベルリヒンゲン (ゲーテ)
『鉄の手のゲッツ・フォン・ベルリヒンゲン』（Götz von Berlichingen mit der eisernen Hand）は、1773年に発表されたヨハン・ヴォルフガング・フォン・ゲーテによる戯曲。史実の人物ゲッツ・フォン・ベルリヒンゲンを題材にした史劇である。ゲーテの処女戯曲であり、友人のヨハン・ハインリヒ・メルクから援助を受けて自費出版されるとドイツ中の注目を集め、ゲーテの名を一躍有名にした。
作中ではゲッツは英雄的な人物として描かれ、若くして死んでいくが、史実のゲッツは「盗賊騎士」と揶揄された血の気の多い人物で80歳過ぎまで生きながらえている。
主人公ゲッツが「Leck mich im Arsch!」（糞食らえ！、直訳は俺の尻をなめろ!）と叫ぶシーンは有名になり、ドイツ語ではGötz（ゲッツ）という言葉が同じ意味の侮辱語として通用するほどになっており、モーツァルトが作曲した「俺の尻をなめろ」という戯歌も存在する。この台詞は元々はゲッツの生まれ故郷の言い回しで、ゲーテが戯曲で取り上げたことから一般化した。なお、この台詞が書かれているのは1773年に自費出版した初版だけで、以後は削除されているが、この作品の代表的な台詞として定着している。

## 日本語訳
- 中田美貴訳「ゲッツ・フォン・ベルリヒンゲン」、『ゲーテ全集 4』潮出版社、新版2003年
- 井上正蔵訳「ゲッツ・フオン・ベルリヒンゲン」、『ゲーテ全集 3』人文書院、1960年

## 登場人物
- Kaiser Maximilian(皇帝マクシミリアン)
- Götz von Berlichingen(ゲッツ・フォン・ベルリヒンゲン)
- Elisabeth(エリーザベト) ゲッツの妻
- Maria(マリア)　ゲッツの妹
- Carl(カール)　幼い息子
- Georg(ゲオルグ)　ゲッツの小姓
- Bischof von Bamberg(バンベルグの僧正)
- Bruder Martin(僧マルティン)
- Adelbert von Weislingen(アデルバート・フォン・ヴァイスリンゲン)
- Franz（フランツ）, ヴァイスリンゲンの小姓
- Adelheid von Walldorf(アーデルハイト・フォン・ヴァウドルフ)
- Liebetraut(リーベトラウト)
- Abt von Fulda(フルダの僧院長)